# Društveno umrežavanje
Servisi za društveni networking primarno su fokusirani na stvaranje zajednice istomišljenika ili povezivanje određene skupine ljudi prvenstveno putem interneta. Ponekad to mogu biti i prijatelji, osobe iz akademske zajednice, škola, pokrajina itd... Najpoznatiji od svih su MySpace, Facebook, Bebo, Skyblog, Hi5... Bilo je pokušaja da se svi servisi standardiziraju pa da nije potrebno otvarati više servisa (ako npr. jedna osoba ima primjerice Myspace a druga Facebook ili Hi5) koji su međutim propali zbog problema s pravima privatnosti korisnika. 

## Povijest
Ideja o računalima kao mediju za socijalnu interakciju postoji već više od 3 desetljeća a prvi projekti slični današnjim servisima za društeni networking bili su Usenet, ARPANET, bulletin board services (danas jedna komeponenta MySpacea). Godine 1995. javlja se servis Classmates.com, '97. SixDegrees.com, potom Epinions.com, '99. MySpace, koji 2005. godine postaje prvi takav servis koji je dobivao više pregleda stranica od i samog Googlea. Danas oni nude raznovrsne sadržaje, od sklapanja prijateljstava, pregledavanja videa i fotografija, do online trgovina i takozvanih online tržnica. Ujedno su postali i predmetom istraživanja psihologa, ekonomista i drugih stručnjaka kao specifičan fenomen današnjice. 

## Struktura
U početku da bi se pristupilo nekom od servisa potrebno je izraditi profil kojim se logiramo u servis i koji predstavlja nas kao osobu na tom servisu. Servisi se ugrubo mogu podijeliti na ISN (internal social network) i ESN (external social network), tj. unutarnji i vanjski network od kojih i jedan i drugi daju određeni osjećaj pripadnosti i zajednice između ljudi. Često su ti servisi izvor njihove vlastite taštine i egoizma i služe vlastitoj promociji. Princip socijalne interakcije je jednostavan, dodavanjem ljudi i nakon što oni potvrde, postaju virtualni prijatelji. Potom se razmijenjuju komentari, poruke, slike, na nekim servisima video i drugi slični interaktivni sadržaji. Poslovni modeli na kojima se temelje razlikuju se od servisa do servisa, određeni naplaćuju članstvo, većina se financira putem reklama ili pak uspostavljanjem online tržnica na kojima rade kao posrednici između korisnika koji kupuju i prodaju stvari. Ujedno su ti autonomni modeli poslovanja kontrast tradicionalnim u kojem postoje prodavač i kupac, jer su sami korisnici u isto vrijeme i kupci i prodavači i stvaratelji zajedno sa svojim sadržajima. 

## Privatnost
Prava privatnosti, zaštita privatnosti, zaštita sadržaja i zaštita korisnika od malverzacija i seksualnih predatora najveći su problemi i pitanja protiv kojih se bore servisi za društveni networking. Vrlo često ta se borba odvija uz pomoć službenih državnih tijela i policije. Kao prijetnja javljaju se i problemi dodjeljivanja previše osobnih podataka u ruke velikih korporacija i državnih institucija kao i problemi s manipulacijom sadržaja od strane treće osobe. ("žetva" e-mail adresa u svrhu korištenja za spam i nasilnu propagandu) S druge strane, informacije preuzete s tih servira često su korištene u svrhu policijskih istraga, neki materijali čak i na sudovima. 

## Ukratko
Društveni networking i servisi danas su jedan od najpopularnijih vidova "online" komunikacije. Omogućuju razmijenu i pregledavanje velike količine multimedijskih sadržaja te pronalazak osoba istih interesa, te razmjene znanja i iskustava. Velikom količinom korisnika te raznim oblicima financiranja posao je to u kojem se okreće velika količina novaca te se sve više kompanija okreće oglašavanju i nuđenju usluga preko tih servisa. Koliko su oni korisni za razvoj mladih ili koliko doprinose nekakvom socijalnom dobru još je rano za zaključiti. Postoji velika opasnost od raznih manipuliranja njima i njihovim sadržajima jer je korištenje servisa jednostavno i ne zahtijeva veliko informatičko znanje. 